# 杜博維奇
51°38′17″N 33°34′6″E / 51.63806°N 33.56833°E
杜博維奇（烏克蘭語：Дубовичі）是位於烏克蘭東北部的村莊，由蘇梅州科諾托普區的克羅萊韋茨市鎮負責管轄。該村距離澤姆良卡7公里，處於列季克河畔，海拔高度162米，2022年人口779。